# فال‌آوت (مجموعه بازی)
فال‌آوت (به انگلیسی: Fallout) عنوان یک مجموعه بازی ویدئویی پسارستاخیزی در سبک نقش‌آفرینی، و بعدها نقش‌آفرینی اکشن ساخته شده توسط شرکت اینترپلی انترتینمنت است. داستان این بازی در قرن‌های ۲۱، ۲۲ و ۲۳ است و فضای آن تحت تأثیر فرهنگ پس از جنگ در سال ۱۹۵۰ در آمریکای شمالی بود. این فرنچایز، پیشروی بازی قدیمی Wasteland است که در سال ۱۹۸۸ توسط شرکت اینترپلی انترتینمنت ساخته شده بود و نشان داد که می‌تواند تبدیل به یک عنوان موفقیت‌آمیز شود.
اولین نسخه این بازی با نام فال‌اوت توسط بلک آیل استادیوز ساخته و منتشر شد و به دنبال آن در سال بعد، نسخه دوم و در سال بعدی نسخه Fallout Tactics: Brotherhood of Steel که سبک نقش‌آفرینی تاکتیکی بود و توسط Micro Forté و 14 Degrees East توسعه یافت. در سال ۲۰۰۴، اینترپلی شرکت بلک آیلز را بست و شروع به کار بر روی پروژه Fallout: Brotherhood of Steel کرد که سبک آن اکشن با عناصر نقش‌آفرینی بود و برای کنسول‌های پلی‌استیشن ۲ و ایکس‌باکس منتشر شد. بعد از گذشت چند سال، شرکت بتزدا نسخه سوم را با یک گرافیک و گیم پلی کاملاً جدید در سال ۲۰۰۸ روانه بازار کرد و در سال ۲۰۱۰، شرکت آبسیدین انترتینمنت وظیفه ساخت نسخه بعدی را با نام فال‌اوت: نیو وگاس بر عهده گرفت. فال‌آوت ۴ و فال‌آوت ۷۶ هم به ترتیب در سال ۲۰۱۵ و ۲۰۱۸ توسط شرکت بتزدا ساخته و منتشر شدند.
مالکیت فکری بازی فال‌آوت هم‌اکنون متعلق به بتزدا است. پس از دریافت آن، بتزدا تصمیم گرفت یک بازی نقش‌آفرینی برخط چندنفره گسترده در دنیای فال‌اوت بسازد و از شرکت اینترپلی هم کمک بگیرد. این نسخه که تحت نظر اینترپلی بود، تا مرحله بتا هم رسید، اما یک مشاجره حقوقی بین بتزدا و اینترپلی باعث توقف این بازی شد. بتزدا در دادگاه مدعی شد، اینترپلی شرایط وضع شده مربوط به قرارداد را رعایت نکرده است؛ البته این موضوع تا اوایل سال ۲۰۱۲ پایان یافت.

## خاستگاه
ایده ساخت بازی فال‌اوت، با انتشار یک بازی به نام Wasteland توسط اینترپلی در سال ۱۹۸۸ شکل گرفت. در آن زمان این شرکت توزیع کننده بازی نبود و الکترونیک آرتس وظیفه نشر بازی را بر عهده گرفت. به گفته مؤسس اینترپلی، برایان فارگو، آن‌ها قصد داشتند تجربه گشت و گذار در یک محیط پسا آخرالزمانی را برای گیمرها ایجاد کنند و به این منظور، بازی ویست‌لند را توسعه دادند. فارگو حالا قصد داشت علاوه بر توسعه بازی، به نشر آن‌هم بپردازد، اما برای پس‌گیری بازی ویست‌لند از الکترونیک آرتس به مشکل برخورد. همین موضوع باعث شد تا تیم توسعه، شروع به ساخت یک بازی دیگر با فضا و داستان پسا آخرالزمانی بکنند. حاصل تلاش‌های آن‌ها، توسعه و انتشار اولین بازی فال‌اوت بود که تقریباً ۱۰ سال بعد از انتشار ویست‌لند وارد دنیای بازی‌ها شده بود.

## بازی‌ها
| ۱۹۹۷      | فال اوت                      |
| ۱۹۹۸      | فال‌آوت ۲                     |
| ۱۹۹۹–۲۰۰۰ |                              |
| ۲۰۰۱      | فال‌آوت تاکتیکس: برادری فولاد |
| ۲۰۰۲–۲۰۰۳ |                              |
| ۲۰۰۴      | برادری فولاد                 |
| ۲۰۰۵–۲۰۰۷ |                              |
| ۲۰۰۸      | فال‌آوت ۳                     |
| ۲۰۰۹      |                              |
| ۲۰۱۰      | نیو وگاس                     |
| ۲۰۱۱–۲۰۱۴ |                              |
| ۲۰۱۵      | شلتر                         |
| ۲۰۱۵      | فال‌آوت ۴                     |
| ۲۰۱۶      | پینبال                       |
| ۲۰۱۶      | دنیای نوکا                   |
| ۲۰۱۷      |                              |
| ۲۰۱۸      | فال‌آوت ۷۶                    |
| ۲۰۱۹      | شلتر آنلاین                  |
| TBA       | فال‌آوت ۵                     |

| سال انتشار  | عنوان بازی                       | توسعه دهنده | پلتفرم‌ها    | پلتفرم‌ها    | پلتفرم‌ها     | پلتفرم‌ها      | پلتفرم‌ها    | پلتفرم‌ها    |
| عناوین اصلی | عناوین اصلی                      | عناوین اصلی | عناوین اصلی | عناوین اصلی | عناوین اصلی  | عناوین اصلی   | عناوین اصلی | عناوین اصلی |
| ----------- | -------------------------------- | ----------- | ----------- | ----------- | ------------ | ------------- | ----------- | ----------- |
| ۱۹۹۷        | فال‌اوت                           | اینترپلی    | ویندوز      | مک‌اواس اکس  |              |               |             |             |
| ۱۹۹۸        | فال‌اوت ۲                         | بلک آیلز    | ویندوز      | مک‌اواس اکس  |              |               |             |             |
| ۲۰۰۸        | فال‌آوت ۳                         | بتزدا       | ویندوز      | پلی‌استیشن ۳ | ایکس‌باکس ۳۶۰ |               |             |             |
| ۲۰۱۵        | فال‌آوت ۴                         | بتزدا       | ویندوز      | پلی‌استیشن ۴ | ایکس‌باکس وان |               |             |             |
| عناوین دیگر |                                  |             |             |             |              |               |             |             |
| ۲۰۰۱        | فال‌اوت تکتیکس: برادرهود آو استیل | Micro Forté | ویندوز      |             |              |               |             |             |
| ۲۰۰۴        | فال‌اوت: برادرهود آو استیل        | اینترپلی    | اکس‌باکس     | پلی‌استیشن ۲ |              |               |             |             |
| ۲۰۱۰        | فال‌اوت: نیو وگاس                 | آبسیدین     | ویندوز      | پلی‌استیشن ۳ | ایکس‌باکس ۳۶۰ |               |             |             |
| ۲۰۱۵        | فال‌اوت شلتر                      | بتزدا       | ویندوز      | پلی‌استیشن ۴ | اکس‌باکس وان  | نینتندو سوئیچ | اندروید     | آی‌اواس      |
| ۲۰۱۸        | فال‌اوت ۷۶                        | بتزدا       | ویندوز      | پلی‌استیشن ۴ | اکس‌باکس وان  |               |             |             |

### نسخه‌های اصلی

#### فال‌آوت (۱۹۹۷)
فال‌اوت در سال ۱۹۹۷ منتشر شد و در کالیفرنیای جنوبی، یک محیط پسا آخرالزمانی را به تصویر کشیده بود. این بازی در سال ۲۱۶۱ میلادی جریان داشت. پرتاگونیست بازی که به عنوان ساکن پناهگاه یا Vault Dweller شناخته می‌شود، باید به دنبال یک چیپ آب سالم بگردد تا با چیپ خراب شده در پناهگاه ۱۳ جایگزین شود. بعد از گذشت مدتی، ساکن پناهگاه باید نقشه‌های گروهی از موجودات جهش یافته که توسط شخص عجیب و غریبی به نام مستر هدایت می‌شوند را خنثی کند. قرار بود بازی فال‌اوت بر اساس سیستم جهانی بازی‌های RPG ساخته شود، اما مشکلی که بین سازنده‌های بازی به وجود آمد، باعث شد تا شرکت بلک آیلز یک سیستم ویژگی شخصیتی (S.P.E.C.I.A.L) جدید ایجاد کند. فضا و اتمسفر بازی فال‌اوت یادآور روزهای بعد از جنگ جهانی دوم و ترس مردم از جنگ هسته‌ای می‌باشد.

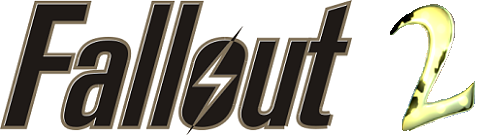
لوگوی بازی فال‌اوت ۲

#### فال‌آوت ۲ (۱۹۹۸)
فال‌آوت ۲ در اکتبر ۱۹۹۸ منتشر شد و نسبت به نسخه قبلی بهبودهایی داشته است. این نسخه در موتور بازی سازی بهبود داشته است و قابلیت تنظیم نوع رفتار برای یاران بازی به آن اضافه شده است. پلیر همچنین می‌تواند کسانی که جلوی دری را گرفته‌اند هل دهد. ویژگی‌های دیگری هم از جمله، شوخی‌های فرهنگی، ایستراگ‌های مختلف، برخوردهای تصادفی هنگام سفر و خودتخریبی‌هایی برای یادآوری مکانیک بازی که نشان از شکست دیوار چهارم بودند، به بازی اضافه شده بود. فال‌اوت ۲ هشتاد سال بعد از نسخه یک جریان دارد و در مورد یکی از نوادگان ساکن والت، پرتاگونیست فال‌اوت است. پلیر وظیفه هدایت شخص منتخب یا Chosen one را بر عهده می‌گیرد و سعی دارد روستایی که در آن زندگی می‌کند را از قحطی و خشکسالی نجات دهد. بعد از نجات روستا، شخص منتخب باید با Enclave بجنگد که از بازماندگان دولت قبل از جنگ آمریکا هستند.

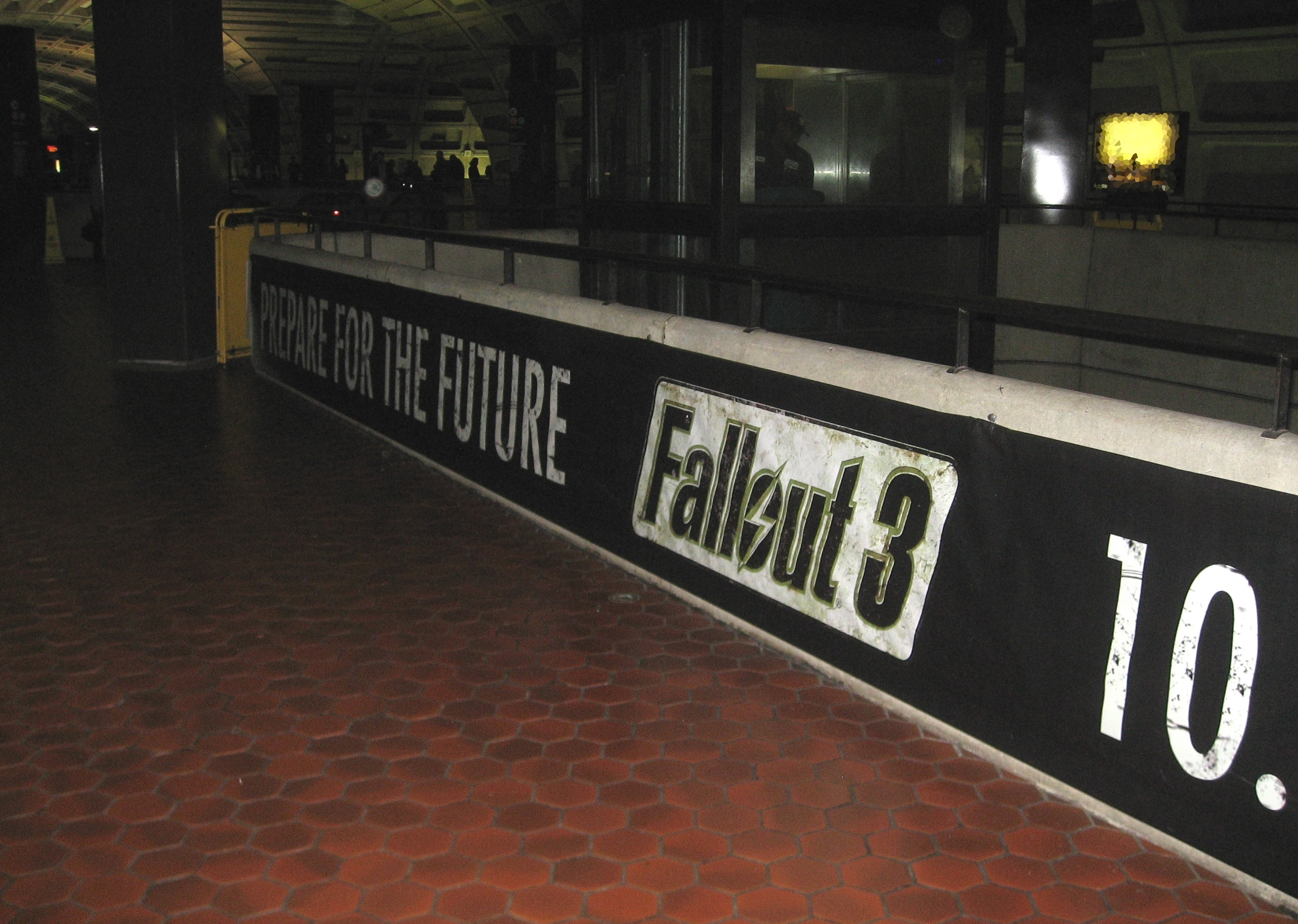
بنر تبلیغاتی فال‌اوت سه در ایستگاه متروی مرکزی، واشینگتن دی سی.

#### فال‌آوت ۳ (۲۰۰۸)
فال‌آوت ۳ توسط شرکت بتزدا ساخته و منتشر شد. این نسخه در ۲۸ اکتبر ۲۰۰۸ منتشر شد و داستان آن ۳۰ سال پس از وقایع نسخه دوم و ۲۰۰ سال بعد از پرتاب بمب‌ها جریان داشت. شخصیت اصلی بازی یکی از ساکنان پناهگاه ۱۰۱ است و هنگامی که ناظر پناهگاه به دنبال دستگیری او برای اعمال پدرش است، مجبور به فرار از پناهگاه می‌شود. وقتی که به محیط بیرون پا می‌گذارد، از او با عنوان Lone Wanderer یاد می‌کنند. حالا او باید در محیط پسا آخرالزمانی و خرابه‌های واشینگتن دی سی را طی کند تا پدرش را پیدا کند. این نسخه یک تحول عظیم در گرافیک و گیم پلی داشت و همانند دیگر بازی‌های بتزدا، در یک جهان سه بعدی با سبک RPG ساخته شده بود. این نسخه برای کنسول‌های نسل هفتم و کامپیوترهای شخصی منتشر شد و در ساخت آن از موتور بازی سازی گیمبریو استفاده شد. فال‌اوت سه نمرات بالایی دریافت کرد و میانگین نمراتش در ایکس‌باکس ۳۶۰، پلی‌استیشن ۳ و کامپیوترهای شخصی ۹۳ شده است. این نسخه جوایز متعددی برای عناوین بهترین نقش‌آفرینی اکشن سال، بهترین موسیقی، بهترین بازی سال و … دریافت کرده است.

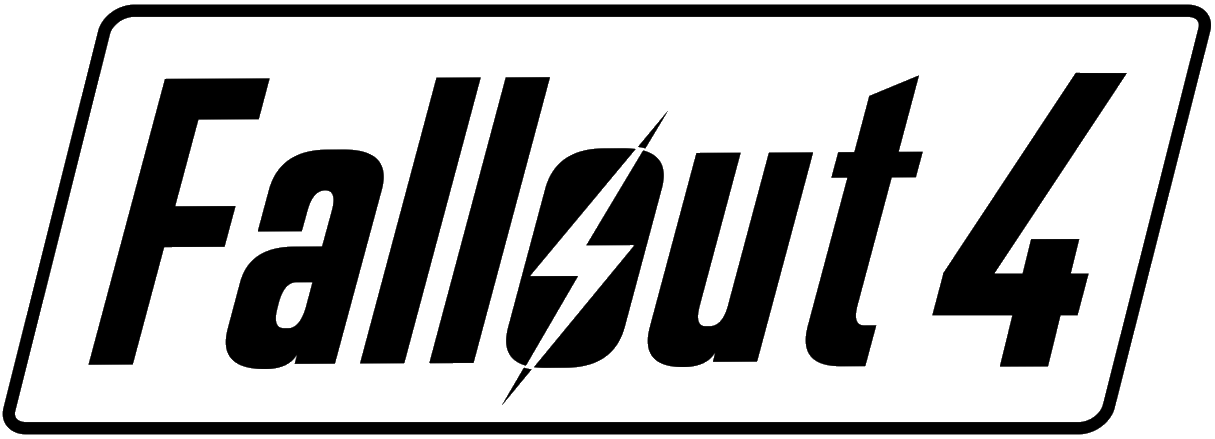
لوگو فال‌اوت ۴

#### فال‌آوت ۴ (۲۰۱۵)
فال‌آوت ۴ توسط شرکت بتزدا توسعه یافت و در تاریخ ۱۵ نوامبر ۲۰۱۵ برای کنسول‌های نسل هشتم و کامپیوترهای شخصی منتشر شد. این نسخه در ایالات شمالی واشینگتن، یعنی بوستون، ماساچوست قرار داشت و برای اولین بار، شخصیت اصلی بازی صدا گذاری شده بود. برای نسخه ایکس‌باکس وان در سال ۲۰۱۶ تأیید شد که امکان نصب برخی از مادها بر روی بازی وجود دارد. البته بتزدا با شرکت سونی هم مذاکرات زیادی کرد تا توانست برای کاربران پلی‌استیشن‌هم نصب ماد را تأیید کند. یک نسخه واقعیت مجازی از بازی هم در ۱۱ دسامبر ۲۰۱۷ منتشر شد. داستان نسخه چهارم در سال ۲۲۸۷، ۱۰ سال پس از وقایع نسخه سوم جریان دارد. داستان این نسخه در زمان پرتاب بمب‌ها یعنی ۲۳ اکتبر ۲۰۷۷ شروع می‌شود. داستان فال‌اوت ۴ در مورد تنها بازمانده پناهگاه ۱۱۱ است که برای شخصیت مذکر و مؤنث آن به ترتیب Brian T. Delaney و Courtenay Taylor صداگذاری کرده‌اند. زمانی که تنها بازمانده از پناهگاه بیرون می‌رود، باید به دنبال پسرش بگردد که صحنه دزدیده شدن آن را می‌بیند اما کاری نمی‌تواند انجام دهد.

### بازی‌های اسپین-آف

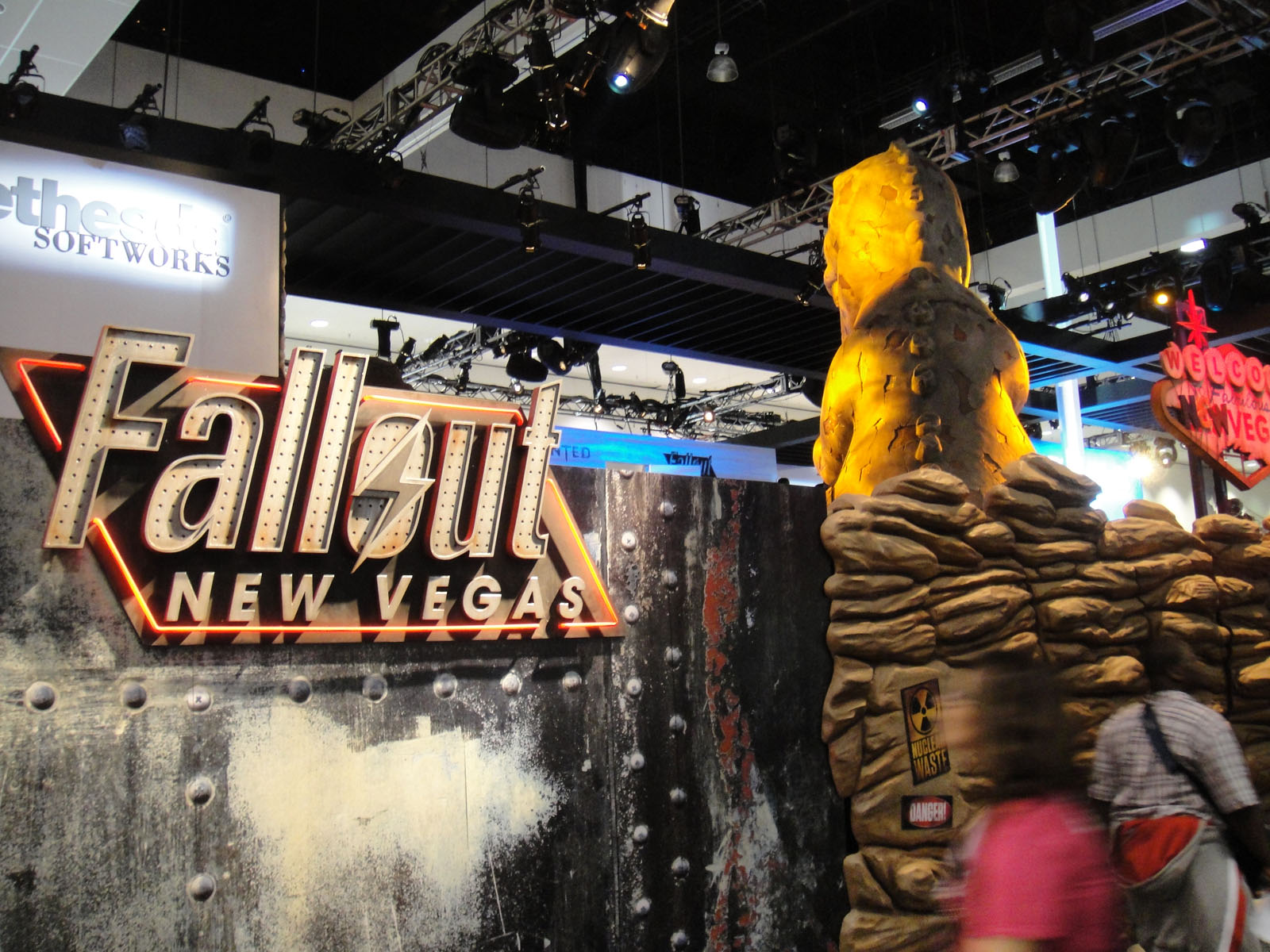
غرفه بازی فال‌اوت نیو وگاس در مراسم E3 2010

#### فال‌اوت: نیو وگاس (۲۰۱۰)
فال‌آوت: نیو وگاس توسط شرکت آبسیدین توسعه داده شد و بتزدا آن را در ۱۹ اکتبر ۲۰۱۰ منتشر کرد. تیم توسعه این نسخه در واقع شامل اکثر سازندگان نسخه‌های یک و دو است که در شرکت اینترپلی کار می‌کردند. داستان فال‌اوت نیو وگاس به‌طور مستقیم به نسخه سوم ارتباط ندارد و داستان آن ۴ سال پس از وقایع فال‌اوت سه روایت می‌شود. از لحاظ گرافیکی و گیم‌پلی تفاوتی با نسخه سوم وجود ندارد، به جز اینکه قابلیت نشانه‌گیری بهبود یافته است. شخصیتی که پلیر او را کنترل می‌کند در بازی با نام Courier یا پیک شناخته می‌شود. بعد از آنکه در خانه دکتری از خواب بیدار شدید، باید به دنبال کسی بروید که قصد داشت شما را به قتل برساند و بعد از آن داستان بازی بسیار گسترده‌تر میَشود.

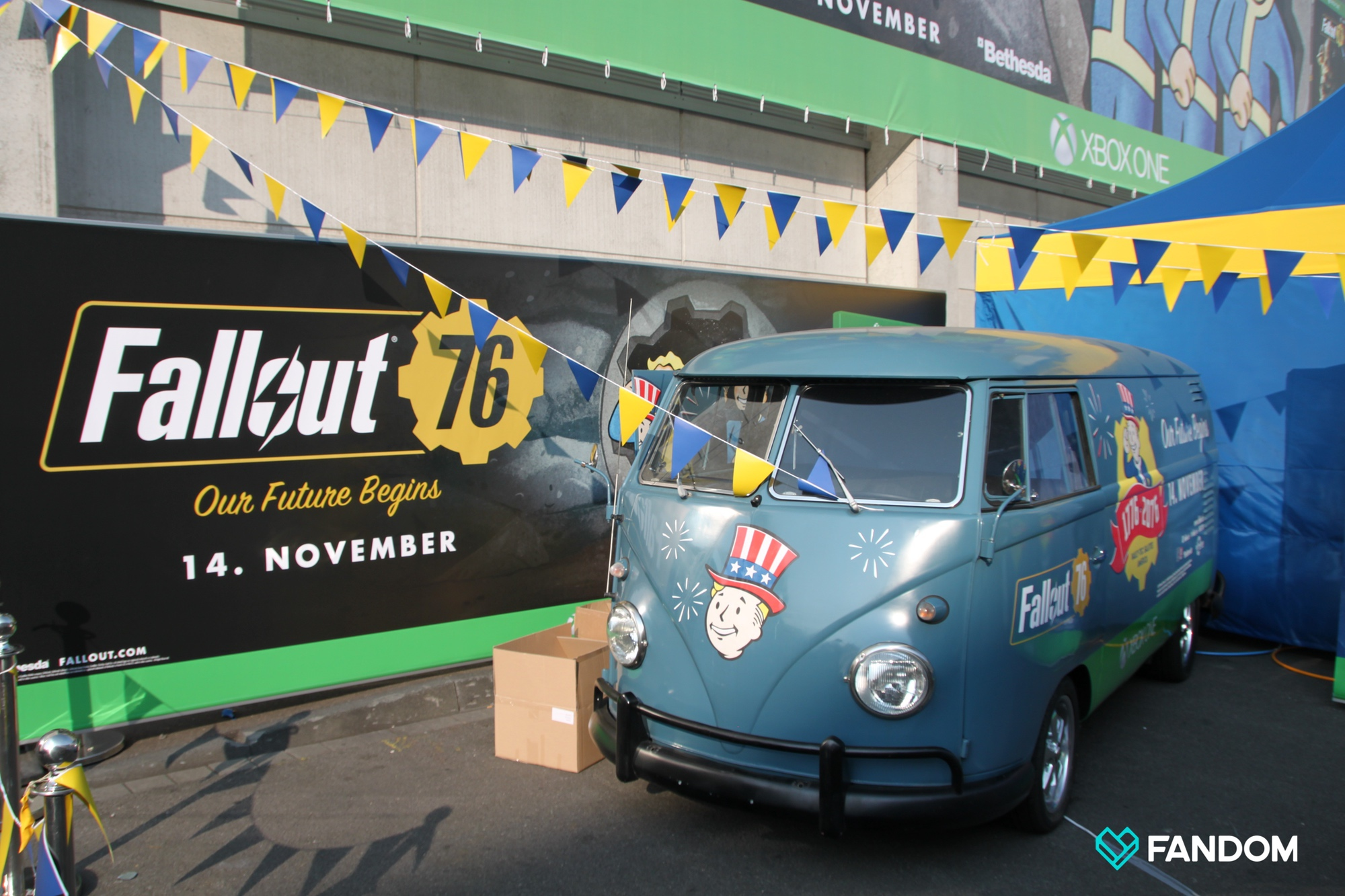
فال‌اوت ۷۶ در مراسم gamescom 2018

#### فال‌اوت ۷۶ (۲۰۱۸)
فال‌اوت ۷۶ اولین بازی آنلاین در کل سری است که می‌توان آن را تنهایی یا به همراه پلیرهای دیگر انجام داد. این نسخه در سال ۲۱۰۲ جریان دارد و از لحاظ داستانی، قبل از تمام نسخه‌های دیگر قرار می‌گیرد. هنگامی که بازی برای اولین بار عرضه شد، هیچ NPC یا شخصیت غیرقابل کنترلی در بازی وجود نداشت، اما با وجود آپدیت‌های زیادی که تا به حال برای آن منتشر شده است، چند شخصیت و مراحل داستانی هم به بازی اضافه شده است. این نسخه در زمان انتشار پایین‌ترین نمره را دریافت کرد و پلیرها هم از کیفیت آن راضی نبودند. در ابتدا بازی پر از باگ‌های عذاب آور بود و کمتر کسی می‌توانست آن‌ها را نادیده بگیرد؛ اما حالا کیفیت بازی خیلی بهتر شده است و قطعاً ارزش تجربه را دارد. فال‌اوت ۷۶ برای کنسول‌های نسل هشتم و کامپیوترهای شخصی در ۱۴ نوامبر ۲۰۱۸ منتشر شد و تقریباً هر سه ماه یک بار آپدیت جدیدی برای رفع باگ‌ها و مشکلات دیگر بازی دریافت می‌کند.

### بازی‌های دیگر
بازی‌های زیر توسط بتزدا تاییده نشده‌اند و Canon (مرتبط با داستانی که شرکت سازنده تاییده کرده است) نیستند. اگرچه وضعیت کنون بودن یا نبودن فال‌اوت تکتیکس پیچیده است.

#### فال‌اوت تکتیکس: برادرهود آو استیل (۲۰۰۱)
فال‌اوت تکتیکس: برادرهود آو استیل، اولین نسخه این سری است که سبک نبرد نوبتی آن تغییرات چشمگیری داشته است و به پلیر اجازه می‌دهد تا مهارت‌ها و جرئیات دیگر گیمپلی را تغییر دهد. این بازی، برخلاف نسخه‌های قبلی یک بازی تاکتیکی است تا یک بازی نقش آفرینی؛ و همین موضوع باعث شد تا کمتر مورد توجه علاقه‌مندان به این سری قرار بگیرد. سیستم نبرد این بازی چند حالت مختلف دارد، اما قابلیت انتخاب دیالوگ برای پلیر وجود ندارد. اکثر انتقادات نسب به این بازی، ناشی از ناسازگاری آن با دو بازی قبلی بود و ایرادی به گیم پلی بازی وجود نداشت. این نسخه، قابلیت آنلاین هم داشت که در آن پلیرها در دو گروه با یکدیگر مبارزه می‌کردند. البته سرورهای آن در سال ۲۰۱۴ خاموش شدند. برخلاف نسخه‌های قبلی که در کالیفرنیا جریان داشتند، این بازی در ایالت‌های غرب میانه آمریکا جریان دارد.

#### فال‌اوت: برادرهود آو استیل (۲۰۰۴)
فال‌اوت: برادرهود آو استیل تبدیل به اولین بازی در این سری شد که برای کنسول‌ها هم نشر یافت. در این بازی شما نقش یک تازه‌وارد در انجمن برادری فولاد را دارید و مأموریتی خطرناک به شما محول می‌شود. این نسخه گیم پلی متفاوتی دارد و سبک آن اکشن-نقش آفرینی است. سیستم نقش آفرینی بازی به‌طور کلی عوض شد و این چیزی نبود که طرفداران از آن راضی باشند. در این بازی هیچ یاری برای همکاری با شما وجود ندارد و موسیقی‌های مختلفی که در مکان‌های بازی برای شما نواخته می‌شوند، متال هستند که با موسیقی نسخه‌های قبل که حالت آرام‌تری دارند، متناقض است. این بازی، آخرین نسخه توسعه یافته توسط شرکت اینترپلی است.

#### فال‌اوت شلتر (۲۰۱۵)
فال‌اوت شلتر یک بازی شبیه‌سازی است که برای تمام کنسول‌ها و کامپیوترهای شخصی، همچنین اندروید و آی او اس هم منتشر شده است. پلیر به عنوان ناظر یک پناهگاه، به ساخت و ساز و گسترش ساختمان‌های مختلف والت می‌پردازد و ساکنان والت را برای انجام عملیات‌های مختلف به مکان‌های متنوعی ارسال می‌کند. برخلاف نسخه‌های دیگر، این بازی پایانی ندارد و با گسترش والت و بیشتر شدن تعداد ساکنان، ادامه می‌یابد. بازی در مقاطع مختلف به پلیر جوایزی می‌دهد تا روند بازی آسان‌تر شود. دریافت بعضی از این جوایز کمی مشکل است، اما بعضی دیگر از آن‌ها با انجام مراحل مختلف بازی به دست می‌آیند.

#### فال‌اوت پین‌بال (۲۰۱۶)
در اواخر سال ۲۰۱۶ استودیو زِن یک بازی پین بال بر اساس دنیای فال‌اوت ساخت که در بازی‌های پین بال ساخته شده توسط این شرکت، اضافه شدند. همچنین، نسخه اندروید و آی او اس آن هم منتشر شد. نسخه پین بال فال‌اوت، بر اساس نسخه چهارم ساخته شده است، اما عناصر نسخه‌های قدیمی را هم در خود دارد.

#### فال‌آوت شلتر آنلاین (۲۰۱۹)
فال‌آوت شلتر آنلاین دنباله فال‌آوت شلتر است که توسط یک شرکت چینی، شرکت Gaea Mobile ساخته شده است. این بازی مکانیک بازیهای اصلی را گسترش میدهد و همچنین قابلیتهای چندنفره مانند PvP و توانایی بازی آنلاین و همچنین مکانیک Gacha را معرفی میکند.  در ژوئن ۲۰۱۹ به طور انحصاری در چین منتشر شد. در ۱۸ مارس ۲۰۲۰، پیش ثبت نام برای اندونزی، مالزی، فیلیپین، تایلند، سنگاپور، کره جنوبی و ژاپن افتتاح شد.

### بازی‌های کنسل شده

#### فال‌اوت اکستریم
این نسخه از فال‌اوت هیچگاه منتشر نشد و چندین ماه در سال ۲۰۰۰ در حال توسعه بود. قرار بود این نسخه از فال‌اوت تیراندازی تاکتیکی مبتنی بر حال اول و سوم شخص باشد که در موتور بازی سازی آنریل ساخته می‌شد. انتظار می‌رفت این نسخه تنها برای کنسول Xbox منتشر شود.

#### فال‌اوت تکتیکس ۲
فال‌اوت تکتیکس ۲ قرار بود ادامه فال‌اوت تکتیکس: برادرهود آو استیل باشد، اگرچه در ابتدا تصور می‌شد این نسخه دنباله‌ای بر بازی ویست‌لند باشد. این نسخه توسط Micro Forté در حال توسعه بود، اما روند تولید آن در سال ۲۰۰۱ به دلیل فروش پایین فال‌اوت تکتیکس متوقف شد.

#### پروژه وَن بیورن (فال‌اوت سه بلک آیلز)
ون بیورن نام رمزی از نسخه سوم فال‌اوت است که قرار بود توسط بلک آیلز ساخته شود. این نسخه شامل یک گرافیک سه بعدی واقعی، ماشین، مکان‌های جدید و یک نسخه جدید از سیستم اسپشیال بود. داستان این نسخه دیگر ارتباطی به شخصیت‌های اصلی فال‌اوت یک و دو نداشت. روند ساخت این بازی در سال ۲۰۰۳ به دلیل کمبود بودجه توسط اینترپلی متوقف شد و پس از آن حق ساخت بازی به شرکت بتزدا فروخته شد. البته شرکت بتزدا هم از برخی عناصر این نسخه در فال‌اوت سه استفاده کرد؛ اگرچه شرکت آبسیدین استفاده بیشتری از این محتوا کرد و برخی از شخصیت‌های اصلی، همچون جاشوا گراهام را در فال‌اوت نیو وگاس قرار داد.

#### فال‌اوت برادرهود آو استیل ۲
فال‌اوت برادرهود آو استیل ۲ دنباله نسخه یک این عنوان بود که پیش از انتشار نسخه اول، روند ساخت آن شروع شده بود. شروع زودهنگام ساخت دنباله بازی که نسخه اولش هنوز منتشر نشده بود، یکی از دلایلی برای کنسل شدن پروژه ون بیورن بود. همانند نسخه‌های همانند خودش، فال‌اوت برادرهود آو استیل ۲ در موتور بازی سازی Dark Alliance Engine ساخته شد. ۱۴ اسحله جدید و ۱۰ دشمن جدید به بازی اضافه شده بودند. چهار شخصیت اصلی در این بازی وجود داشتند که با هر بار تجربه بازی با آن‌ها، روند بازی تغییر می‌کرد. قابلیت Co-op هم وجود داشت. یک سیستم مخفی کاری هم به بازی اضافه شده بود که به پلیرها اجازه می‌داد، مراحل را به صورت مخفیانه به اتمام برسانند یا دشمنان را مخفیانه با یک اسلحه تک تیرانداز از بین ببرند.
در حالی که داستان بازی خطی بود، اما نحوه رسیدن به آن دست پلیر بود. چهار شخصیت اصلی شامل یک دختر لاتین به نام Lilith با موهای مشکی کوتاه، شلوار جین و لباس ورزشی، Maxus فرزند سایروس، Jaffe که یکی از اعضای برادرهود آو استیل بود و به دلیل درگیری‌های برادرهود و ان سی آر از خدمت مرخص شد. شخصیت چهارم Scarlet نام داشت و یک زال بود. او توسط هارلد (یکی از شخصیت‌های معروف این سری) بزرگ شده بود و تحت تأثیر داستان زندگی ساکن پناهگاه (شخصیت اصلی فال‌اوت ۱) قرار گرفته بود.

## سیستم و گیم‌پلی

### سیستم S.P.E.C.I.A.L
اسپشیال یک سیستم ساخت شخصیت است که به‌طور اختصاصی برای بازی‌های فال‌اوت طراحی شد. اسپشیال خلاصه شده چند کلمه است که مهارت یک شخصیت در چیزهای مختلف را نشان می‌دهد. S برای قدرت، P برای ادراک، E برای استقامت، C برای جذابیت، I برای هوش، A برای چابکی و L برای شانس می‌باشد. سیستم S.P.E.C.I.A.L تا حد زیادی از سیستم جهانی نقش آفرینی یا GURPS الهام گرفته است.
سیستم S.P.E.C.I.A.L شامل ویژگی‌های کلیدی زیر می‌باشد:
- ویژگی‌ها: نشان دهنده توانایی‌های اصلی و ذاتی یک شخصیت در بازی است. این ویژگی‌ها تا انتهای بازی ثابت هستند، اگرچه ممکن است برخی از آن‌ها به دلیل مصرف مواد مخدر به وجود بیایند و بعد از مدتی از بین بروند. این ویژگی‌ها در بازی با دریافت پِرک در هر دو لول و استفاده از برخی از آیتم‌های بازی بر روی شخصیت اصلی تأثیر گذار است.
- مهارت‌ها: نشان دهنده شانس یک نفر برای اجرای عمل خاصی در بازی است. به‌طور مثال، مهارت‌هایی همانند پرتاب بمب، بازکردن قفل، نبرد تن به تن و … را می‌توان با توجه به شخصیتی که ساخته‌ایم افزایش دهیم. هر مهارت تا ۱۰۰ واحد قابل افزایش است. هنگام شروع بازی، بازیکن می‌تواند سه مهارت اصلی را برای خود انتخاب کند. همچنین، یکی از شخصیت‌های بازی چند سؤال خاص از شما می‌پرسد که بر اساس جواب‌های شما، سه مهارت اصلی را به صورت خودکار برای شما انتخاب می‌کند، البته در هر صورت امکان تغییر آن وجود دارد.

سیستم S.P.E.C.I.A.L در فال‌اوت‌های یک، دو و فال‌اوت تکتیکس: برادرهود آو استیل استفاده شد. در نسخه‌های سه، نیو وگاس، چهار و شلتر تغییراتی در این سیستم داده شد.

### پیپ-بوی و والت بوی
پیپ بوی (پردزانده اطلاعات شخصی-بوی) یک کامپیوتر است که بر روی مچ دست قرار می‌گیرد و اوایل تمام نسخه‌ها از طریقی به بازیکن داده می‌شود. این دستگاه در مدیریت مراحل، نبرد و انتخاب سلاح، اطلاعات شخصی، نوشته‌ها و صداها و … به بازیکن کمک می‌کند. مدلی که در فال‌اوت یک و دو روی مچ دست بازیکن قرار می‌گیرد، پیپ-بوی ۲۰۰۰ است و هر دو شبیه یکدیگر هستند که ابتدا در دست «ساکن پناهگاه» قرار گرفت و بعد از چند دهه به «شخص منتخب» رسید. فال‌اوت: تکتیکس از نوع ویرایش شده این پیپ-بوی استفاده می‌کند که پیپ-بوی 2000BE نام دارد. در فال‌اوت سه و فال‌اوت: نیو وگاس از پیپ-بوی ۳۰۰۰ استفاده می‌شود. اگرچه یک پیپ-بوی طلایی به نام پیمپ-بوی ۳ بیلیون هم وجود دارد که به عنوان پاداش برای انجام یک مرحله به روش خاصی اهدا می‌شود. در فال‌اوت ۴ از یک نسخه پیشرفته پیپ-بوی ۳۰۰۰ استفاده می‌شود که نامش، پیپ-بوی ۳۰۰۰ مارک آی‌وی می‌باشد. در فال‌اوت ۷۶ هم از نسخه دیگری از پیپ-بوی ۲۰۰۰ به نام پیپ-بوی ۲۰۰۰ مارک وی‌آی استفاده می‌شود که شباهت کمی به پیپ-بوی ۲۰۰۰ دارد.
شخصیت والت بوی به نوعی نشان دهنده نیت خیر شرکت خیالی والت تک در دنیای فال‌اوت است. از والت بوی همچنین در پیپ-بوی برای نشان دادن وضعیت بازیکن به کار رفته است. از فال‌اوت سه تا کنون، در تمام نسخه‌ها، شخصیت والت بوی با سلاح‌های مختلف و طراح‌های متنوع دیگر جهت نشان دادن یک آیتم یا وضعیت خاصی طراحی شده است. شخصیت والت بوی با الهام از شخصیت بازی کارتی مونوپولی توسط لئونارد بویارسکی طراحی شده است.